# 黒玉 (妖怪)
黒玉（くろだま）は、日本に伝わる黒色の球形の塊のような妖怪。
夏の夜など、人が蚊帳を吊って寝ていると、蚊帳をすり抜けて中へ入り込み、寝ている人の足にとまり、その人の体を伝って移動し、胸を押さえつけて苦しめ、さらには顔の上まで移動して呼吸困難に至らしめる。寝ている人が苦しさのあまり目を覚ませば、すぐに逃げ去ってしまう。
厳密には妖怪ではなく、亡霊が姿を成すまでの前段階の姿という説もある。